# Uunartoq Qeqertaq
Uunartoq Qeqertaq — em groenlandês: "ilha do aquecimento" — é uma ilha descoberta em setembro de 2005 pelo explorador estadunidense Dennis Schmitt nos arredores da costa central da Groenlândia, 550km ao norte do Círculo Polar Ártico. A ilha esteve unida à península de Liverpool desde a era glacial até meados de 2002, quando o derretimento do gelo acelerou-se de modo que, em 2005, ela já se encontrava completamente separada. Membros da comunidade científica acreditam que o surgimento da ilha é um resultado direto do aquecimento global. A ilha tem três grandes penínsulas, lembrando a letra W.